# 基森布吕克
基森布吕克是德国下萨克森州的一个市镇。总面积6.47平方公里，总人口1770人，其中男性873人，女性897人（2011年12月31日），人口密度274人/平方公里。